# Norifumi Suzuki
Norifumi Suzuki (鈴木 則文, Suzuki Norifumi, 26 de novembro de 1933 – 15 de maio de 2014), também conhecido como Noribumi Suzuki, era um diretor cinematográfico e roteirista japonês. Ele é conhecido pela sua série de filmes, Torakku Yarō.

## Biografia
Suzuki nasceu em 1933 em Shizuoka. Ele deixou o Departamento de Economia da Universidade Ritsumeikan e, posteriormente, ingressou no Kyoto Studio da Toei como diretor assistente em 1956, aprendendo seu ofício com Masahiro Makino, Tai Kato e Tomu Uchida. Ele fez sua estreia no roteiro no filme de 1963 do diretor Kōkichi Uchide, Zoku: Tenamonya Sandogasa (co-escrito com Takaharu Sawada), e sua estréia na direção em 1965 com Osaka Dokonjō Monogatari: Doerai Yatsu, estrelado por Makoto Fujita.
A pedido do produtor da Toei Shigeru Okada, Suzuki escreveu o roteiro do filme Red Peony Gambler (1968), estrelado por Junko Fuji, que se tornou uma série de sucesso que abrange oito filmes.
Ele dirigiu Star of David: Hunting for Beautiful Girls (1979).
Seu filme de 1975, Torakku Yarō: Goiken Muyō, estrelado por Bunta Sugawara e co-escrito com Shinichiro Sawai, também foi um grande sucesso e gerou nove sequências.
Depois de dirigir e co-escrever Kōtaro Makaritōru! (1984), Suzuki deixou a Toei para trabalhar como freelancer.
No Festival de Cinema de Yokohama, 1985, ele recebeu um prêmio especial por sua carreira.
O último filme de Suzuki foi Binbari High School, lançado em 1990 e produzido por Kōji Wakamatsu. Ele morreu aos 80 anos em maio de 2014.

## Filmografia

### Como diretor
- Shinobi no Manji (1968)
- Kyōdai Jingi Gyakuen no Sakazuki (1968)
- Hibotan Bakuto: Isshuku Ippan (1968)
- Shiruku Hatto no Ō-oyabun: Chobi-hige no Kuma a.k.a. Big Boss in a Silk Hat: The Short-Mustached Bear (1970)
- Shiruku Hatto no Ō-oyabun a.k.a. Big Boss in a Silk Hat (1970)
- Mesubachi no Gyakushū (1971)
- The Insatiable (1971)
- Ero Shogun to Juuichinin no Aishou (1972)
- Onsen Mimizu Geisha a.k.a. Hot Springs Mimizu Geisha (1972)
- Mesubachi no Chōsen (1972)
- Kyōfu Joshikōkō: Bōryoku Kyōshitsu a.k.a. Women's Violent Classroom (1972)
- Gendai Porno-den: Senten-sei Inpu (1972)
- Tokugawa Sekkusu Kinshi-rei: Ahikijō Daimyō a.k.a. The Erotomaniac Daimyo (1972)
- Onsen Suppon Geisha a.k.a. Hot Springs Turtle Geisha (1972)
- Girl Boss Guerilla (1972)
- Mamushi no Kyōdai: Gōdatsu San-oku-en (1973)
- Sukeban (1973)
- Furyou Anego-den Inoshika Ochou a.k.a. Sex & Fury (1973)
- Terrifying Girls' High School: Lynch Law Classroom (1973)
- School of the Holy Beast (1974)
- Torakku Yarō: Goiken Muyō (1975)
- Torakku Yarō: Bakusō Ichiban Hoshi (1975)
- Shōrinji Kenpō (1975)
- The Erotomania Daimyō (1975)
- Karei naru Tsuiseki a.k.a. The Great Chase (1975)
- Torakku Yarō: Tenka Gomen (1976)
- Torakku Yarō: Hōkyō Ichiban Hoshi (1976)
- Torakku Yarō: Otoko Ippiki Momojirō (1977)
- Torakku Yarō: Dokyō Ichiban Hoshi (1977)
- Dokaben (1977)
- Torakku Yarō: Totsugeki Ichiban Hoshi (1978)
- Torakku Yarō: Ichiban Hoshi Kita e Kaeru (1978)
- Tarao Bannai (1978)
- Torakku Yarō: Neppū 5000 Kiro (1979)
- Torakku Yarō: Furusato Tokkyūbin (1979)
- Dabide no Hoshi: Bishoujo-gari a.k.a. Star of David: Hunting for Beautiful Girls (1979)
- Shogun's Ninja (1980)
- Hoero! Tekken a.k.a. Roaring Fire (1982)
- Iga-no Kabamaru (1983)
- Kōtarō Makari-tōru! (1984)
- Pantsu no ana (1984)
- Karibu: Ai no Shinfoni a.k.a. Caribe: Symphony of Love (1985)
- Ō-oku Jyūhyakkei a.k.a. The Shogunate's Harem (1986)
- Za Aamurai (1987)
- Guys Who Never Learn II (1988)
- Bungakushō Satsujin Jiken: Oinaru Jyosō (1989)
- Binbara High School (1990)

## Prêmios
- 1985: Festival de Cinema de Yokohama - Prêmio de Carreira